# 김동일 (강원도의원)
김동일(1963년 ~ )는 강원도의회 제6~9대 의원을 역임한 대한민국의 정치인이다. 철원군 이장협의회, 청년회의소 회장, 강원도 생활체육회 이사를 역임하였으며 2004년 제6대 강원도의회 의원으로 당선되었다. 이후 9대 도의회에서 부의장, 의장을 지냈다.

## 학력
- 묘장초등학교 졸업
- 철원중학교 졸업
- 비봉고등학교 졸업
- 2023세종사이버대학졸업 경영학사

## 경력
- 세종사이버대학졸업 경영학사
- (전)대마리이장
- (전)묘장초등학교 운영위원장
- (전)철원군 이장협의회 회장
- (전)철원군 청년회의소 회장
- (전)강원도연맹 철원군풋살회장
- (전)한국후계농업경영인 철원군연합회장
- (전)강원도 생활체육회 이사
- (전)강원도 일제강점하강제동원피해자진상규명 실무위원
- (전)강원도교육청 지방교육재정계획 심의위원
- (전)강원도의회 길연구회장
- (전)민생114 강원도의회 연구회 간사
- (전)강원도 재활병원 운영위원
- (전)강원체육고등학교 운영위원
- (현)강원도 건강관리협회 강원도지부장
- (현)2023강원세계산림엑스포조직위원회 상임부위원장
- 강원도의회 제6~9대 의원
- (전)제7대 강원도의회 교육사회위원회 위원
- (전)제7대 강원도의회 예산결산특별위원회 위원장
- (전)제8대 강원도의회 경제건설위원회 위원
- (전)제8대 접경지역대책특별위원회 위원장
- (전)제8대 후반기 강원도의회 농림수산위원회 위원
- (전)제8대 후반기 강원도의회 운영위원회 위원장
- (전)제9대 강원도의회 교육위원회 위원
- (전)제9대 전반기 강원도의회 부의장
- (전)제9대 후반기 강원도의회 의장

## 역대 선거 결과
| 선거명           | 직책명                       | 대수            | 정당     | 득표율   | 득표수  | 결과 | 당락            |
| ---------------- | ---------------------------- | --------------- | -------- | -------- | ------- | ---- | --------------- |
| 10·30 재보궐선거 | 강원도의원(철원군 제1선거구) | 6대 (민선 3기)  | 무소속   | 31.6%    | 3,039표 | 1위  | 강원도의원 당선 |
| 제4회 지방 선거  | 강원도의원(철원군 제1선거구) | 7대 (민선 4기)  | 무소속   | 46.80%   | 5,135표 | 1위  | 강원도의원 당선 |
| 제5회 지방 선거  | 강원도의원(철원군 제1선거구) | 8대 (민선 5기)  | 한나라당 | 단독후보 | 무투표  | 1위  | 강원도의원 당선 |
| 제6회 지방 선거  | 강원도의원(철원군 제1선거구) | 9대 (민선 6기)  | 새누리당 | 74.75%   | 8,411표 | 1위  | 강원도의원 당선 |
| 제7회 지방 선거  | 강원도 철원군수              | 38대 (민선 7기) | 무소속   | 23.47%   | 5,970표 | 3위  | 낙선            |